# Ulrike och freden
Ulrike och freden är en roman från 1976 av Vibeke Olsson, en fortsättning på Ulrike och kriget. Romanen utspelar sig precis efter att Tyskland förlorat andra världskriget.

## Handling
Ulrike är 18 år och lever i det sönderbombade Tyskland. Hon är en av de fattiga som får nöja sig med en liten smutsig skrubb som bostad när nästan alla lägenheter och hus blivit ruiner av de bombanfall som staden fått utstå.
Hon försöker förgäves försörja sig och sina två bröder Helmut och minstingen Dieterich, som föddes precis när kriget brutit ut. Båda deras föräldrar dog i kriget. Ulrike är lämnad åt sitt öde mitt i ett oroligt land, ockuperat av USA. 
Ulrike jobbar som städerska på en järnvägsstation om dagarna. Lönen är låg, och mat blir allt dyrare och svårare att få tag på så hon prostituerar sig, men pengarna räcker ändå inte till två hungriga pojkar och henne själv.
Ulrike blir gravid med en färgad amerikan. Hon föder det barnet och döper honom till Otto. Till en början har hon väldigt svårt att tycka om honom. Men hon hinner knappt lära sig att älska honom innan han dör av svält, drygt en månad gammal. 
Bröderna dör också ifrån henne en efter en i lunginflammation.
Hon flyttar senare till en trång liten lägenhet där hon bor tillsammans med tre andra tyskar. Hon säljer sig varje dag till den som vill ha henne och en kväll träffar hon Ove, en svensk man. En tid senare träffas de igen. Ulrike blir gravid igen och hoppas att det är Oves barn hon skall föda denna gång. När hon skriver till Ove att hon väntar hans barn (något hon inte är säker på) ber han att Ulrike ska följa med honom dit och att de skall gifta sig. Efter en kort betänketid tackar hon ja. Helst vill hon förstås bo kvar i sitt fosterland, men förstår sedan att hon inte vill att hennes barn ska växa upp och lida som hon själv gjorde.